# Саммертон, Лора
Лора Энн Саммертон (англ. Laura Ann Summerton; в замужестве Ходжес (англ. Hodges); род. 13 декабря 1983 года в Аделаиде, Южная Австралия, Австралия) — австралийская профессиональная баскетболистка, выступала в женской национальной баскетбольной ассоциации. Не выставляла свою кандидатуру на драфт ВНБА 2005 года, но до старта очередного сезона ВНБА подписала договор с командой «Коннектикут Сан». В женской национальной баскетбольной лиге выступала исключительно за клуб «Аделаида Лайтнинг». Играла на позиции тяжёлого форварда и центровой.
В составе национальной сборной Австралии Лора выиграла серебряные медали Олимпийских игр 2004 года в Афинах и 2008 года в Пекине и бронзу 2012 года в Лондоне, кроме того стала победительницей чемпионата мира 2006 года в Бразилии и бронзовым призёром мундиаля 2002 года в Китае и турнира 2014 года в Турции и серебряным призёром чемпионата Азии 2017 года в Индии.

## Ранние годы
Лора Саммертон родилась 13 декабря 1983 года в городе Аделаида (штат Южная Австралия).